# Wälzmaschine

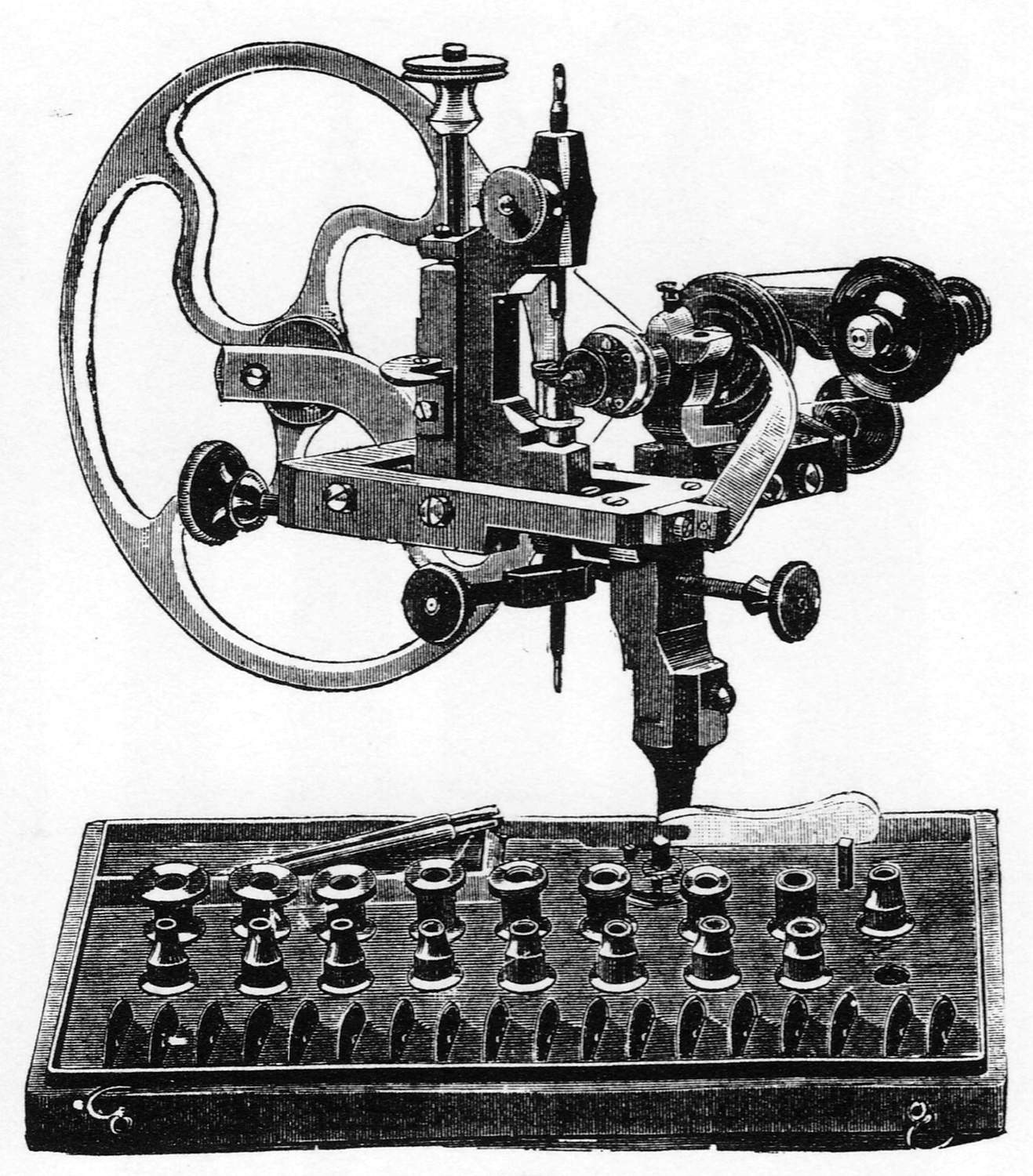
Wälzmaschine (um 1880)

Eine Wälzmaschine, auch Arrondiermaschine oder Finiermaschine genannt, ist ein Werkzeug zum Nacharbeiten der zykloidischen Radzähne.

## Geschichte
Der Schweizer Uhrmacher und Erfinder Abraham-Louis Perrelet erfand die Wälzmaschine um das Jahr 1800. Am Ende des 19. Jahrhunderts und vor allem am Anfang des 20. Jahrhunderts fand die Maschine eine starke Verbreitung unter Uhrmachern, so dass sie Mitte des 20. Jahrhunderts fast in jedem Uhrmacherbetrieb stand. Inzwischen ist die Wälzmaschine ein begehrtes Sammlerobjekt.

## Beschreibung
Die horizontale Frässpindel mit passendem Fräser wird von einem Schwungrad mit einer Handkurbel angetrieben. Das Zahnrad (Werkstück) wird senkrecht zum Fräser in einer Aufnahme (Pinole) freidrehend geklemmt. Um das Werkstück (Zahnrad) zum Werkzeug (Fräser) genau positionieren zu können, ist die Werkstückaufnahme auf einem dreiachsigen Schlitten befestigt. Die ganze Maschine kann in einem Schraubstock oder an einem dafür gebauten Kasten montiert werden, in dem Fräser aufbewahrt werden können.

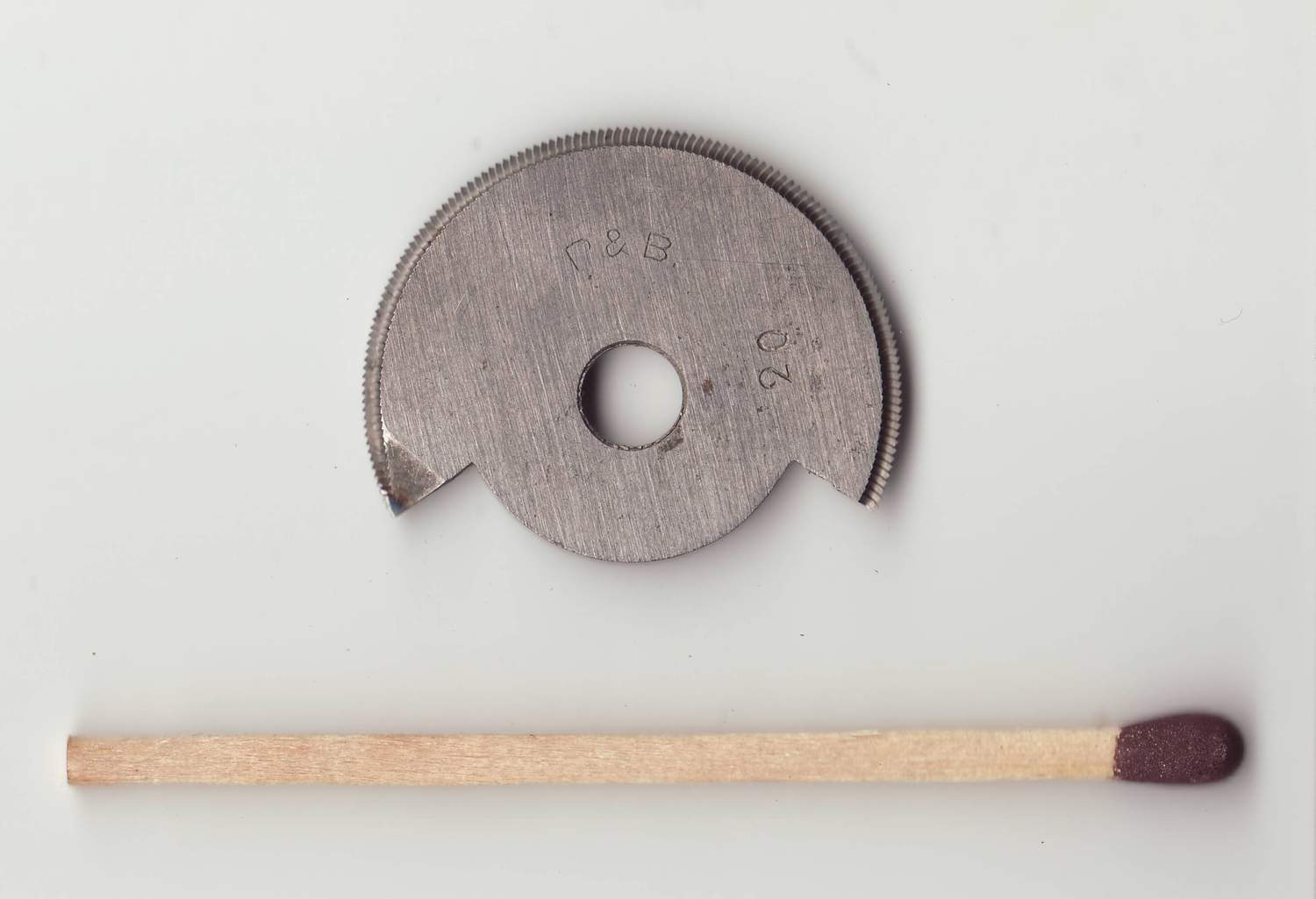
Fräser

Die einzelnen Fräser sind nur auf etwa zwei Dritteln des Umfangs mit einem feingezahnten Profil versehen. In die Lücke passt ein glattes Segment der Frässpindel, das als Teil eines Schraubenganges geformt ist. Es greift in die nächste Zahnlücke und dreht während des Nachwälzens das freidrehende Zahnrad um eine Teilung weiter, damit der Fräsvorgang ohne Unterbrechung fortgesetzt werden kann.